# Хрущов, Степан Петрович
Степа́н Петро́вич Хрущо́в (1791 — 25 октября 1865) — русский морской деятель, адмирал (27.03.1855), организатор обороны Архангельского порта в Беломорской кампании Крымской войны, Архангельский военный губернатор (1854-1857).

## Биография
Родился в 1791 году.
Выпущенный в 1806 году гардемарином из Морского кадетского корпуса, он до 1814 года плавал в Адриатическом море и у берегов Франции, Англии и Голландии, во время Наполеоновских войн участвовал в десантных вылазках на голландский берег, за что от английского правительства получил письменную благодарность.
Произведённый в 1813 году в лейтенанты, он в 1812-1815 годах участвовал на эскадре под командованием адмирала Е. Е. Тета в блокаде берегов Франции и высадке десанта на побережье Голландии, а до 1817 года командовал мелкими судами в плавании по Финскому заливу, а до 1821 года состоял при Петербургском порте.
В 1821—1824 годах Хрущов совершил кругосветное плавание в Камчатку, командуя последние два года (после смерти командира шлюпа капитана 1-го ранга И. Тулубьева) шлюпом «Аполлон». Во время плавания описал часть западного побережья Северной Америки. Вместе со шлюпом «Ладога» под командованием капитан-лейтенанта А. П. Лазарева вернулся в 1824 году Кронштадт. После возвращения был произведен в чин капитан-лейтенанта, а вскоре и в чин капитана 2-го ранга. 26 ноября 1826 года награждён орденом Святого Георгия 4-й степени за выслугу 25 лет в офицерских чинах.
Состоя командиром фрегата «Константин» и отличившись в сражении при Наварине и при блокаде Дарданелл в 1827 году, капитан Хрущов был награждён орденом Святой Анны 2-й степени, французским орденом Святого Людовика и английским Бани. Командуя с 10 декабря 1828 года 74-пушечным кораблём «Азов» крейсировал в Архипелаге и участвовал в блокаде проливов.
Произведённый в 1829 году в капитаны 1-го ранга, Хрущов в 1832—1834 годах командовал кораблём «Память Азова» в плавании по Атлантическому океану и Балтийскому морю. После окончания плавания за отличие произведён 16 января 1834 года в контр-адмиралы. 10 октября 1843 года был произведён в вице-адмиралы, а в следующем году награждён орденом Святой Анны 1-й степени.
В 1838 году назначен начальником штаба Черноморского флота и портов, в 1849 году — командиром Севастопольского порта и исправляющим должность военного губернатора, в 1852 году — членом Адмиралтейств-совета. С 24 декабря 1854 года по 15 ноября 1857 года занимал должность главного командира Архангельского порта и военного губернатора.
Во время Крымской войны организовал оборону побережья Белого моря. 27 марта 1855 года был произведён в адмиралы, а 1 января 1858 года награждён орденом Святого Александра Невского.
Хрущёв описал своё плавание на шлюпе «Аполлон» в 1821—1824 гг.; эта работа была напечатана в «Записках», изданных Адмиралтейским департаментом в 1826 г., часть X.

## Награды
Российские:
- Орден Святого Георгия 4-й степени (26.11.1826)
- Орден Святой Анны 2-й степени (10.12.1827)
- Императорская корона к ордену Святой Анны 2-й степени (01.07.1830)
- Орден Святого Владимира 3-й степени (06.10.1836)
- Орден Святого Станислава 1-й степени (12.10.1838)
- Орден Святого Владимира 2-й степени (06.12.1839)
- Орден Святой Анны 1-й степени (05.12.1844)
- Императорская корона к ордену Святой Анны 1-й степени (13.09.1845)
- Орден Белого орла (05.12.1849)
- Орден Святого Александра Невского (01.01.1858)

Иностранные:
- Британский орден Бани (1827)
- Французский орден Святого Людовика (1827)
- Греческий орден Спасителя (1827)